# 1791 en Bretagne
 Chronologie de la Bretagne
- 1787
- 1788
- 1789
- 1790
- 1791
- 1792
- 1793
- 1794
- 1795

Cette page recense des événements qui se sont produits durant l'année 1791 en Bretagne.

## Société

### Naissance
- 12 octobre à Brest : François Gabriel Boisseau (décédé à Metz 2 janvier 1836), officier de santé des armées, docteur en médecine de la faculté de Paris, considéré comme l'un des meilleurs écrivains en médecine de son époque.